# Mahamadou Sissoko
Mahamadou Sissoko (* 8. August 1988 in Paris) ist ein malisch-französischer ehemaliger Fußballspieler.

## Karriere

### Verein
Sissoko begann mit dem Vereinsfußball in der Nachwuchsabteilung von Paris FC und wechselte von hier aus 2007 zu Udinese Calcio. Hier spielte er eine Saison lang in der Nachwuchsabteilung und wurde dann in den Profikader aufgenommen. Ohne einen Pflichtspieleinsatz für diesen Verein absolviert zu haben, wurde er der Reihe nach an die Vereine Celano FC Marsica, Gallipoli Calcio, KAS Eupen und FC Kilmarnock ausgeliehen. 2012 wechselte er dann samt Ablöse zu Letzterem.
Zur Spielzeit 2013/14 wechselte er dann nach Griechenland zum Veria FC. Hier spielte er die nächsten eineinhalb Spielzeiten lang und zog dann zum rumänischen Klub Oțelul Galați weiter.
Zur Saison 2015/16 wechselte Sissoko die türkische TFF 1. Lig zu Giresunspor und verließ ihn im Februar 2016 bereits vorzeitig. Zur nächsten Saison heuerte er bei Veria FC an. Es folgten weitere Stationen bei Hapoel Akko, Kardemir Karabükspor und zuletzt Rovaniemi PS, wo sein Vertrag nach Saisonende 2019 nicht verlängert wurde.
Nach sechs Monaten ohne Verein schloss er sich im Juli 2020 dem zyprischen Erstliga-Aufsteiger Ermis Aradippou an.

### Nationalmannschaft
Sissoko bestritt 2008 eine Partie für die Französische U-20-Nationalmannschaft beim Turnier von Toulon.